# To France
„To France“ je píseň britského multiinstrumentalisty Mika Oldfielda. Vydána byla jako jeho sedmnáctý singl v létě 1984 a v britské hudební hitparádě se umístila na 48. příčce. Naopak v kontinentální Evropě byla poměrně úspěšná, např. v Německu dosáhla 6. místa a v Nizozemsku třetí příčky.
Existují dvě varianty tohoto singlu. Verze na malé, sedmipalcové gramofonové desce obsahuje na A straně píseň „To France“ z alba Discovery. Tato písnička, nazpívaná Maggie Reilly, je inspirována životem skotské královny Marie Stuartovny. Na B straně singlu se potom nachází instrumentálka „In the Pool“.
Druhá verze singlu byla vydána na dvanáctipalcové desce a od předchozí varianty se odlišuje písničkou „To France“ prodlouženou o téměř minutu. Další odlišností je fakt, že na B straně se nachází kromě skladby „In the Pool“ ještě jedna instrumentálka s názvem „Bones“.

## Seznam skladeb
7" verze
1. „To France“ (Oldfield) – 4:34
2. „In the Pool“ (Oldfield) – 3:40

12" verze
1. „To France (Extended Version)“ (Oldfield) – 5:32
2. „In the Pool“ (Oldfield) – 3:40
3. „Bones“ (Oldfield) – 3:19